# Erythrinus
Erythrinus es un género de peces de agua dulce de la familia Erythrinidae en el orden Characiformes. Sus 2 especies habitan en los trópicos de Sudamérica.

## Distribución
Se distribuye en los cursos fluviales tropicales del norte de Sudamérica. Se presenta en los drenajes atlánticos de las Guayanas, en Trinidad y Tobago, en las cuencas del Orinoco en Venezuela, del Amazonas y del río São Francisco en Brasil, y de manera dudosa, hacia el sur hasta la cuenca del Plata, sobre la base de que en la década de 1970 fue señalada para los alrededores de la ciudad de Resistencia, provincia del Chaco, en el nordeste de la Argentina, aunque este registro hoy es cuestionado. 

## Taxonomía
Este género fue descrito originalmente en el año 1777 por el naturalista ítalo-austríaco Giovanni Antonio Scopoli. 
Especies
Este género se subdivide en sólo 2 especies: 
- Erythrinus erythrinus (Bloch & J. G. Schneider, 1801)
- Erythrinus kessleri Steindachner, 1877[2]

## Características
Erythrinus es muy similar al género Hoplias, cuyas especies son denominadas popularmente tarariras, aunque sus aletas son mucho más coloridas que estas últimas. 
La longitud total se sitúa entre 20 y 25 cm.

## Uso
Se comercializa como pez para la acuariofilia desde el año 1910, aunque su mantenimiento es considerado difícil y su reproducción en cautividad inexistente.